# Domenii de utilizare (Ferotitan)
Aliajele de fero-titan, conținând Ti în proporție de 10% din greutatea totală, sunt folosite în prezent pentru una din zece piese din avioane.
Coeficientul de rezistență la întindere mare și densitatea mică a elementului metalic al titanului în aliaje, sigură singuri un rol de neegalat al metalului în motoarele aeroreactoare și în accesorii de pe motor. Este mai greu de găsit înlocuitorul pentru Titan în construcția de cadrelor din structurile utilizate în aviație datorită coeficientului de rezistență supra greutate specifică mică a lui.
În turbojet se poate folosi orice aliaj de titan cu performanțe între 0 și 600°C. Aliajele se folosesc în fiecare turbojet pentru turnarea rotoarelor profilate, paletelor flanșelor (cuple) și terminând cu realizarea carcaselor pentru conuri frontale și cu treaptele de compresor. În partea opusă se folosesc pentru accesorii ușoare precum carcasele dispozitivului de admisie și evacuare.
Aliaje având coeficientul de utilizare până la 1 200MPa se folosesc și în restul avionului: încuietori mecanice pentru curele, și trenuri de aterizare cu o bechie. De asemenea se fac din aliaje ușoare cadrele aripilor avioanelor în greutate de până la 1 tonă.
Aliaje declasificate și utilizarea lor:
- Ti+6Al+4V			aliaj pentru materie primă de mașini
- Ti+6Al+2Sn+4Zr+2..6Mo	aliaj legat, rezistent la fisurare și la coroziune
- Ti+3Al+8V+6Cr+4Zr+4Mo	aliaj cu granulație β−Ti, pentru arcuri
- Beta-C				aliaj special cu granulație β−Ti, în Boeing−777
- Ti-Grade-no5			titan tehnic, echiv. românesc TiV400
- Ti+10V+2Fe+3Al		aliaj cu granulație β−Ti, turnat (Boeing)
- Ti+15V+3Cr+3Sn+3Al	aliaj cu granulație β−Ti, tras în tablă (Boeing)
- Ti+3Al+2V			aliaj banal cu rezistență modică, pentru sistemul hidraulic
- Ti+4Al+4Mo+2Sn		aliaj cu rezistență mare, utilizat la motoare și în turbojet
- Ti+8Al+4Sn+3Zr+1Nb	aliaj rezistent la fisurare și la coroziuni, cu performanțe-2

Aliaje reciclabile pentru recuperare de reziduri
- Ti+6Al+2Zr+2Sn +2Mo+2Cr+0Si	aliaj special turnat în proiectul F16 (1979)
- Ti+4Al+4Sn+3Zr+1Nb
- Ti+2Cu			-aliaj de Titan și Cupru 20%
- CP, sau Grade(5)		titan pur, echiv. vechi: titan tehnic.

## Producție

### Metode de obținere de particulelor
p/m, titan granulat fin; supus prelucrării mecanice în cameră cu atmosferă controlată (0.33 atm Argon) și presurizată, se matrițează sub formă de cilindrii de calitate V2 la temperatura de tranziție alotropă. Se obține din reactanți coloidali și nu se confundă cu TiCl4.
- re, (reducție electrolitică cu procedeul Kroll-catalizator alcalin) metodă de sinterizare sub formă încălzită a particulelor de Ti. Se folosește catalizator Mg și are loc în două etape: odată se face reacția de clorinare TiO2 cu HCl și un metal slab alcalin. În acest procedeu se aduc în stare solidă particule de Ti diametrul minim 45 micrometri spre deosebire de procedeul de turnare sub atmosferă de hidrogen cu particule de 5 ori mai mici. Ambele procedee sunt sinterizări.
- prep, metodă de obținere de particule de titan cu dimensiune de maxim 300 micrometri pe cale centrifugală utilizând bombardament electromagnetic asupra titanului sub formă de plasmă. Curentul electric sublimează Ti și plasma oxidată dă o formă cilindrică. Particulele se sinterizează la cald și vor căpăta calitate de suprafață rugoasă ideală pentru protezele medicale dar scumpă.
- tga, metodă de bombardament al titanului cu jet de gaz plasmă, pentru acoperiri cu pelicule titan. Provine din (limba en: "Titanium-Gas-Atomisation"), se traduce cu gazeificare-atomizare a metalului (titan) (termen metalurgie vechi) sau cu sps sinterizare-discretă-cu-scânteie. Grosimea granulelor astfel răcite și care s-au pulverizat este între 50-350 micrometri. Cu investiții minime și utilizând această metodă în China s-au obținut particule de titan cu rugozitate de 200 micrometri.

### Sinterizare
- hip, procedeu de sinterizare și presare la temperatură rece urmat de presare fierbinte care necesită viteză mică pentru presat. În caz că are loc răcire rapidă particula de Ti (diamteru max 125 micrometri) nu sinterizează cu elementul de aliere. Prin presarea mecanică la cald se fac lingouri cu densitate și grad de umplere maxim
- mim, din engleză "metal injection moulding". Matrițarea în forme a titanului se face utilizând turnarea sub presiune a granulelor de titan cu un liant din grafit pentru lichefierea granulelor de titan. Odată realizat gradul de umplere al formei grafitul se elimină utilizând sublimarea compusului carbon. Întrucât rămân urme de carbon în aliajul căutat, urmele de carbon se îndepărtează pe măsura încălzirii de compactare la marginea cuvelor. Se folosesc metode asemănătoare cu turnarea plasticului în injecție.
- dpr laminare a pulberilor de ferotitan în foi, cu grad de umplere între 50 - 90%.
- Laser, metodă pentru matrițare. Se distinge sls, metodă de sudare pentru ferotitan îmbogățit cu diverse elemente de aliere sub formă granuată-be<><>.

## Uzine
Următoarele companii realizează titanul ti
- FFC, catalizare electrolitică
- MER, catalizare electrolitică
- ginatta, etc, catalizare electro.
- pim, parc industrial Metav SA.

## Alte referințe
- [www.metav.ro parc industrial]